# Otto ripassato
L'otto ripassato detto anche nodo delle guide con frizione infilato, otto inseguito, savoia ganciato, è un nodo bloccante che viene comunemente usato in arrampicata e alpinismo per la legatura in cordata (attraverso l'assicurazione all'imbragatura), ma può svolgere anche altre funzioni.

## Caratteristiche
Il nodo a otto ripassato è un'evoluzione del nodo savoia. "Ripassare" questo nodo è concettualmente facile, ma la sua esecuzione esemplare (con i due rami di corda che non si incrociano ma scorrono sempre tra loro paralleli) può essere difficoltosa.
I pregi maggiori dell'otto ripassato sono la sua ottima capacità di tenuta e il suo basso valore "tranciante": esso scarica sulla corda uno stress relativamente limitato anche in caso di trazione violenta (per esempio, nel caso di una caduta grave dell'arrampicatore o dell'alpinista). Inoltre, è un nodo che, per sua caratteristica, difficilmente si presta a uno scioglimento involontario. Deve essere eseguito prestando attenzione a che la corda si disponga in spire ordinate: in questo modo lo stress sulla corda si mantiene minimo e lo scioglimento rimane abbastanza facile (basta "scavallare" all'indietro una delle anse con cui è realizzato).

## Impieghi

### Assicurazione all'imbragatura
L'applicazione più importante dell'otto ripassato è in arrampicata e alpinismo: esso permette di collegare in modo sicuro la corda (o le corde) all'imbragatura indossata dallo sportivo. È preferibile al nodo bulino infilato, in quanto quest'ultimo è meno semplice da realizzare e può tendere a sciogliersi inavvertitamente se non perfettamente eseguito (di qui la necessità di un nodo di blocco).
L'otto ripassato, pur non avendo la necessità del contronodo, richiede tuttavia una particolare attenzione per la sua corretta esecuzione. Dopo avere eseguito il savoia classico (nodo a otto semplice), lasciando circa 1 metro e 20 cm di capo libero, si fa passare quest'ultimo in entrambi gli occhielli predisposti sull'imbragatura, quindi si porta il nodo a otto semplice vicino all'imbragatura e lo si "ripassa", infilando il capo libero lungo le sue anse. Alla fine, l'asola che passa dentro l'imbragatura deve risultare chiusa dal nodo a otto ripassato. Per ragioni di sicurezza, è buona norma che il capo libero che fuoriesce dal nodo finito abbia una lunghezza di almeno 10 cm.

### Longe
Questo nodo viene utilizzato anche per la preparazione della longe.

## Preparazione

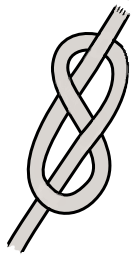
(Fig.1)

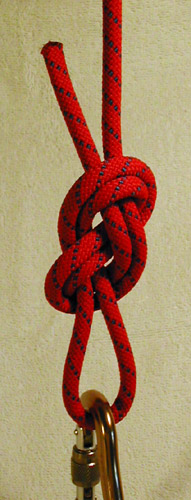
(Fig.2)

Per preparare l'otto ripassato non serve una spiccata manualità. Occorre però prestare attenzione perché il nodo sia eseguito alla perfezione.
1. Fare il nodo in Fig.1. Per farlo creare un'asola con l'estremità che finisce con il capo del cordino parecchio lunga (circa 20-25 cm). Prendere l'asola, farle fare un avvitamento completo su sé stessa, creando un attorcigliamento, in modo che il capo del cordino risulti nuovamente dalla parte da cui si è fatto partire. Infine fare passare il capo del cordino nell'asola e tirare leggermente entrambe le estremità (Fig.1), a questo punto è stato fatto il primo nodo, chiamato nodo a otto o nodo savoia.
2. La seconda parte consiste nel ripassare il nodo appena eseguito. Creare un'altra asola a monte del nodo, e con il capo cercare di ripassare a ritroso i movimenti che ha fatto la cima nel precedente nodo, avendo l'accortezza di seguire il cordino precedentemente annodato all'interno cioè far passare il capo sempre dalla parte interna del cordino.
3. Adesso dovrebbero essere paralleli il capo e il resto del cordino a valle del nodo. Afferrarli entrambi e tirarli contemporaneamente ed insieme all'asola, però in direzioni diverse.(Fig.2)